# Nižněnovgorodský letecký závod Sokol
Nižněnovgorodský letecký závod Sokol (rusky Нижегородский авиастроительный завод «Сокол») je letecká továrna Sjednocené letecké korporace v ruském Nižním Novgorodu. Dlouhodobě se zaměřuje na výrobu stíhacích letounů konstrukční kanceláře MiG.

## Historie

### Založení
Roku 1929 přijal Sovět práce a obrany SSSR rozhodnutí o vybudování leteckého závodu č. 21 v Nižním Novogorodu. Ten byl vystavěn v prostředí bažin a lesů na pustém místě mezi řekami Levinka a jejím přítokem Berjozovka. Toto místo nebylo vybráno náhodně. Celý projekt byl totiž tajný a poloha v hustých lesích umožňovala objekty skrýt před případnými cizinci. V novinách o stavbě nepadla ani zmínka a dokonce ani dělníci netušili, co přesně budují. Projekt počítal s výrobou jednomístného stíhacího letounu Polikarpov I-3, bombardovacího a průzkumného dvouplošníku Polikarpov R-5 a dopravního letadla Kalinin K-5.
Stavba začala v květnu 1930 a továrna oficiálně rozjela výrobu 1. února 1932, i když tehdy ještě nebyly zdaleka všechny práce dokončeny. Kvalita spěšně zbudovaných objektů byla nízká, o čemž svědčí pád střechy dřevozpracující dílny již v roce 1934 (2 mrtví, 10 raněných). Jako tovární letiště začalo být využíváno bývalé městské letiště, které bylo kvůli utajení přejmenováno na Učební letiště Osoaviachimu.
Prvním strojem vyráběným v leteckém závodu č. 21 byl stíhací dvouplošník Polikarpov I-5. Mezi lety 1932-1934 jich zde zhotovili 661 a k tomu ještě 20 dvoumístných cvičných verzí. Ve srovnání s jinými továrnami to nebylo příliš mnoho, roku 1933 zde vyrobili 312 letadel, což představovalo pouze necelých 8 % všech letounů vyrobených v SSSR. Kvalita výrobků byla zároveň nízká kvůli nekvalitnímu materiálu a nedostatku kvalifikované pracovní síly.

### Sovětská éra

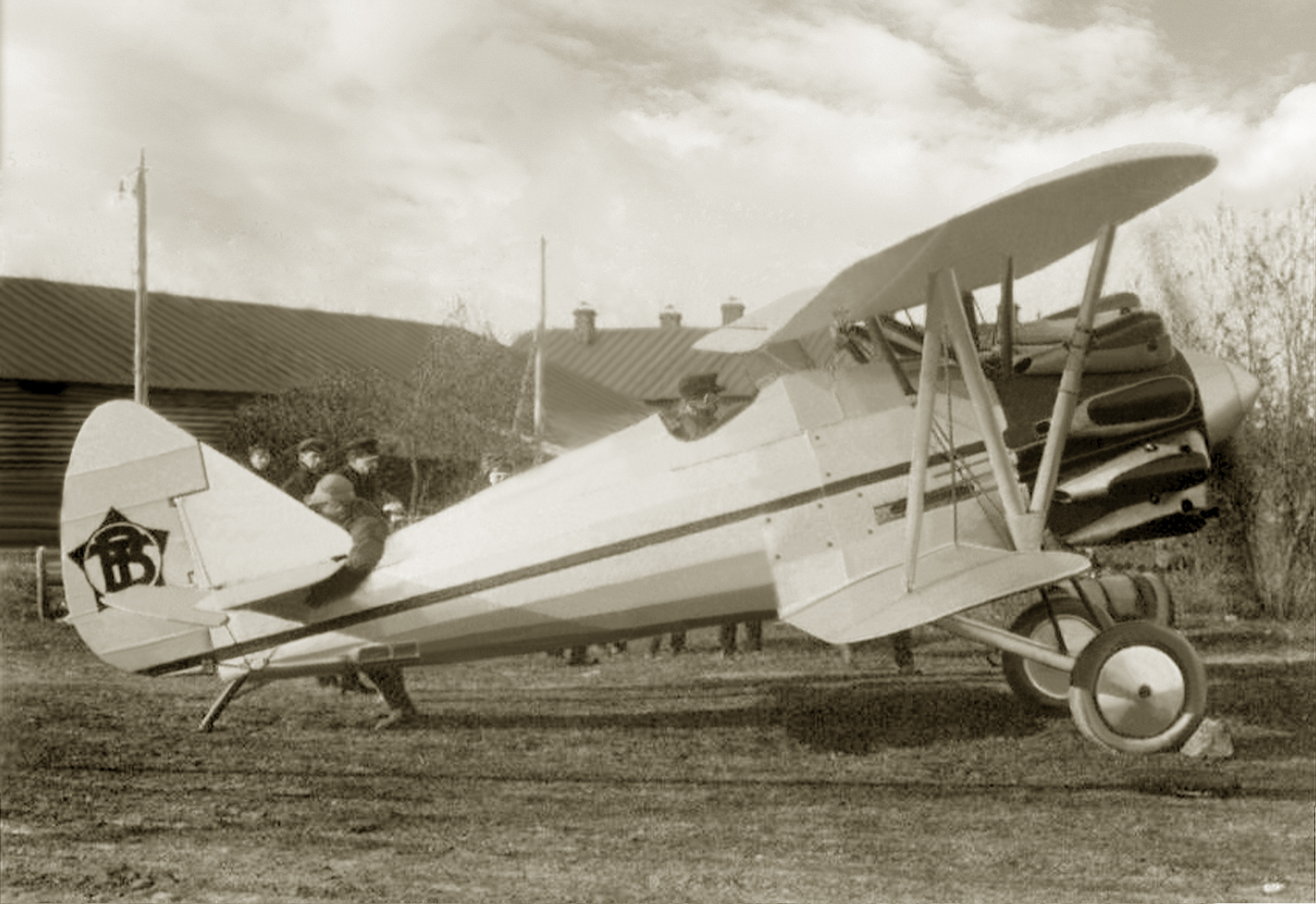
Polikarpov I-5

V roce 1934 byl podnik nazván podle sekretáře Prezidia Centrálního výkonného komitétu SSSR Avela Safronoviče Jenukidze. Ten byl však o rok později vyloučen ze strany a v roce 1937 popraven - závod se tak musel ve spěchu přejmenovat. Roku 1936 tak získal název Závod Ordžonikidze podle Stalinova blízkého spolupracovníka Grigorije Konstantinoviče Ordžonikidze.
Byl to právě lidový komisař pro těžký průmysl Ordžonikidze, který roku 1934 nařídil spustit zde výrobu stíhacího jednoplošníku Polikarpov I-16. První kusy se podařilo zkompletovat ještě téhož roku. Testoval je slavný letec Valerij Pavlovič Čkalov, který zde působil v letech 1934-1938 jako hlavní pilot.
V listopadu 1940 byla při závodě zřízena konstrukční kancelář OKB-21, v jejímž čele stanul konstruktér Semjon Alexejevič Lavočkin. Pod jeho vedením zde byl zdokonalen a zaveden do výroby stíhací letoun Lavočkin LaGG-3. Vyvinul zde také stíhačky Lavočkin La-5, La-5FN a La-7, které zde byly vyráběny během 2. světové války. V letech 1941-1945 dodal podnik na frontu 17 691 letadel, asi čtvrtinu všech stíhacích letounů, které tehdy vyrobily sovětské závody.
V říjnu 1945 byl Lavočkin jmenován ředitelem OKB-301 v Chimkách u Moskvy. Do čela OKB-21 byl jmenován jeho zástupce Semjon Michajlovič Alexejev, avšak o 3 roky později byla gorkovská konstrukční kancelář zrušena.
V letech 1947 až 1951 zde vyráběli Lavočkin La-11, mezi lety 1948-1949 proudovou stíhačku La-15 (celkem 189 kusů).
Přelomovým se stal rok 1949, kdy závod navázal spolupráci s konstrukční kanceláří OKB-155 (dnes MiG). Na její projekty se továrna specializuje dodnes.
Prvním MiGem vyráběným v Gorkém byl stíhací letoun MiG-15bis (1784 kusů) a jeho výzvědná varianta MiG-15Rbis (364 kusů), které se zde vyráběly v letech 1949-1952. Následoval MiG-17 (do r. 1954) a MiG-19 (1955-1957). Od roku 1959 zde vyráběli nadzvukový stíhací letoun MiG-21, jehož bylo vyrobeno v různých závodech celkem asi 14 tisíc kusů. Později následovaly MiG-25 (1969-1985), MiG-31 (od r. 1979) a MiG-29UB (od r. 1984).

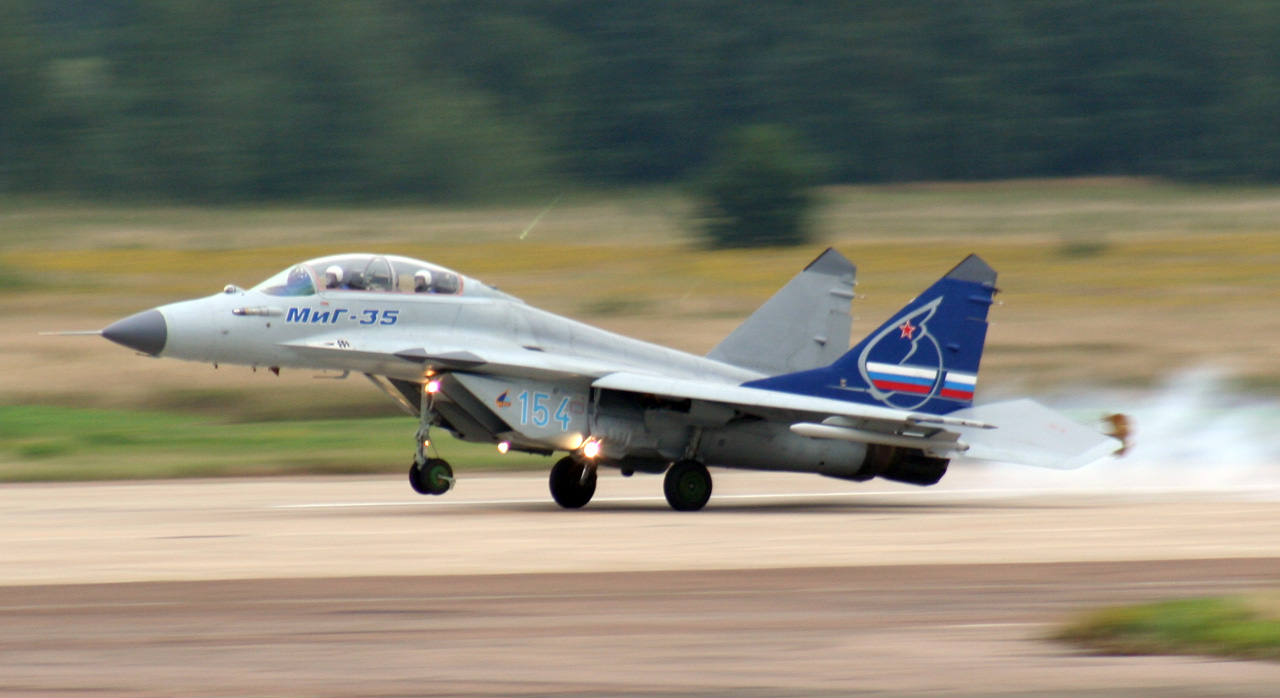
MiG-35

### Současnost
Roku 1994 proběhla privatizace a vznikla tak akciová společnost Nižněnovgorodský letecký závod Sokol. Roku 2009 však proběhla výměna akcií Sokolu za akcie Sjednocené letecké korporace v poměru 1:157, dnes je tak podnik z 99,65 % v rukou Sjednocené letecké korporace.
Na přelomu let 2009 a 2010 se stal Sokol jediným výrobcem nového stíhacího letounu MiG-35. Původně se zde vyráběl i Jakovlev Jak-130, jeho výroba však nakonec byla přesunuta do Irkutského leteckého závodu.

## Současná činnost
- modernizace a oprava letadel MiG-31 a MiG-29UB pro Ministerstvo obrany RF

- výroba hlavních zařízení pro námořní stíhací letoun MiG-29K/KUB a stíhací letoun MiG-29M/M2 pro domácí i zahraniční zákazníky

- modernizace MiG-29UB pro zahraniční zákazníky

- servis letadel